# Championnats du monde de pentathlon moderne 1983
Navigation
Édition précédente Édition suivante
Les championnats du monde de pentathlon moderne 1983, vingt-septième édition des championnats du monde de pentathlon moderne, ont eu lieu en 1983 à Warendorf, en Allemagne de l'Ouest, et Göteborg, en Suède.